# مات سافاج
مات سافاج (بالإنجليزية: Matt Savage)‏ هو عازف بيانو وموسيقي أمريكي، ولد في 12 مايو 1992 في سدبري ‏ في الولايات المتحدة.

## وصلات خارجية
- مات سافاج على موقع ميوزك برينز (الإنجليزية)
- مات سافاج على موقع ميوزك برينز (الإنجليزية)
- مات سافاج على موقع أول ميوزيك (الإنجليزية)